# Жозеф Ілео
Жозеф Ілео Сонго Амба (фр. Joseph Iléo Songo Amba; 15 вересня 1921 — 19 вересня 1994) — конголезький державний діяч, прем'єр-міністр Республіки Конго (1960 та 1961).

## Життєпис
Належав до етнічної групи бангала. Брав активну участь у боротьбі за незалежність країни. Спільно з Жозефом Малулою, який згодом став архієпископом Кіншаси, створив групу «Африканська совість» («Conscience africaine»). Та асоціація студентів-католиків підготувала й поширила у липні 1956 року «Маніфест Африканської совісті», що засуджував політику расової сегрегації, запроваджену бельгійськими колонізаторами, та проголошував права африканської більшості на політичне й культурне самовираження.
1958 року став одним із засновників партії Конголезький національний рух, однак через суперечності між радикалами та поміркованими членами за рік вийшов з його лав і приєднався до Альбера Калонжі.
У червні-вересні 1960 року очолював національний Сенат, у вересні 1960 та лютому-серпні 1961 року займав пост глави уряду, перебуваючи під жорстким контролем військовиків. З 1960 до 1961 року обіймав посаду міністра інформації. У 1963–1965 роках представляв уряд країни у провінції Катанга. 1965 був знову обраний до Сенату.
Після другого перевороту Мобуту приєднався до Народного революційного руху, був членом його політбюро.
Після відновлення багатопартійної системи в Заїрі у травні 1990 року очолив Християнсько-демократичну соціалістичну партію (CSDP), лідером якої був до самої своєї смерті.